# 博瑟尔绍森
博瑟尔绍森（法語：Bosselshausen，发音：[bɔsəlsauzən]）是法国下莱茵省的一个市镇，属于萨韦尔讷区和布克斯维莱尔县（Bouxwiller）。该市镇总面积3.29平方公里，2009年时的人口为178人。

## 人口
博瑟尔绍森人口变化图示